# L'Amant diabolique (téléfilm)
Pour les articles homonymes, voir L'Amant diabolique.
L'amant diabolique (Daughters) est un téléfilm américain réalisé par Bill L. Norton et diffusé le 16 juillet 1997 sur la chaîne Lifetime.

## Synopsis
Le film relate une histoire vraie, l'assassinat en 1989 d'Anne Scripps, héritière d'une maison de presse. Mère de deux filles, Alex et Annie, d'un premier mariage, elle épouse en secondes noces un jeune homme, Scott Douglas. Ils ont une fille, Victoria. Mais Scott se met à boire de plus en plus, frappe sa femme, et Anne finit par aller vivre avec Victoria chez sa fille Alex.
Elle entame une procédure de divorce, mais retourne vivre avec Scott dans un esprit de conciliation, croyant agir au mieux pour leur fille. Scott tuera son épouse à coups de marteau, puis se suicidera en se jetant d'un pont.

## Fiche technique
Sauf indication contraire, les informations mentionnées dans cette section peuvent être confirmées par la base de données cinématographiques IMDb,  présente dans la section « Liens externes ».
- Titre original : Daughters
- Titre français : L'Amant diabolique
- Titre québécois : Le Meurtre de notre mère
- Réalisation : Bill L. Norton
- Scénario : Richard DeLong Adams
- Société de production : Morgan Hill Films
- Durée : 97 minutes
- Pays :  États-Unis

## Distribution
- Holly Marie Combs (VF : Brigitte Aubry) : Alex Morrell
- Roxanne Hart : Anne Scripps Douglas
- Sarah Chalke (VF : Patricia Legrand) : Annie Morrell
- James Wilder (en) : Scott Douglas
- Jonathan Scarfe : Jimmy Romeo
- Michael Buie : Andy Philipps
- Edgar Davis Jr. : Mark
- Stephen Fanning : Dave
- Myriam Sirois (en) : Stacey
- Jim Thorburn : Princeton One
- Rick Ravanello : Officier Calder
- Alf Humphreys : Officier Derrick
- Ryan Michael : Tony Morrell
- Nalia Rukavina : Victoria "Tori" Douglas
- Bob Osborne : Roger Preston
- Colleen Winton : Suzanne Preston
- Peter Yunker : Tom
- Jane MacDougall : Barbara
- Andrew Johnston : Avocat
- Peter Bryant : Officier

 Source et légende : version française (VF) sur RS Doublage

## Par la suite
Les deux filles ont par la suite divorcé. En 2011, Annie s'est suicidée de la même façon que le meurtrier de sa mère s'est suicidé, en sautant du même pont et au même endroit. Elle a laissé derrière elle une lettre de suicide s'excusant auprès de son fils et de sa sœur Alex de partir.